# Braniștea (Dâmbovița)
Pour les articles homonymes, voir Braniștea.
Braniștea est une commune du județ de Dâmbovița en Roumanie. En 2015, 2 275 habitants y sont recensés, pour une superficie de 2528 km².